# Perdicula
A Perdicula a madarak osztályának tyúkalakúak (Galliformes) rendjébe a fácánfélék (Phasianidae) családjába és a fogolyformák (Perdicinae) alcsaládjába tartozó nem.

## Rendszerezés
A nembe az alábbi 4 faj tartozik:
- Perdicula asiatica
- Perdicula argoondah
- Perdicula erythrorhyncha
- manipuri erdeifogoly (Perdicula manipurensis)